# Enyveskezű Mikulás
Az Enyveskezű Mikulás (eredeti cím: Stealing Christmas) 2003-ban bemutatott amerikai televíziós romantikus filmdráma Tony Danza és Lea Thompson főszereplésével. A filmet 2003-ban mutatták be az USA Network csatornán. Később az ABC Family (ma Freeform) 25 Days of Christmas műsorblokkjában került adásba, 2020-ban pedig a Freeform Kickoff to Christmas című műsorának része volt.
Egy betörő bankrablást tervez egy kisvárosban karácsony estéjén, de meggondolja magát, miután munkát vállal a Mikulás szerepében.

## Cselekmény
A karácsonyi bevásárlási szezont kihasználva Jack Clayton részt vesz egy áruházi rablásban: ez kudarcba fullad, amikor az őrök meglepik őt és bűntársát, Harryt. Jack kénytelen a zsákmányt hátrahagyva, mikulásöltözetben elmenekülni, és egy Evergreen nevű kisvárosában száll le a buszról. Bár valójában folytatni akarta az útját, de először Mikulásként kell dolgoznia, mert éppen egy Mikulásra vártak, akinek a fenyőfák eladásában kell segédkeznie. 
Jack munkaadója Sarah Gibson, aki egyedülálló szülő és akinek a lánya, Noelle várta egy mikulásruhás férfi érkezését a busznál. 
Mivel Jack elég nyers természetű, nem tud kapcsolatot teremteni a vásárlókkal érkező gyerekekkel (akikkel foglalkoznia kellene, amíg a szülők vásárolnak). Sok gyereknek és szülőnek megmondja a kendőzetlen véleményét, és egyáltalán nem úgy viselkedik, ahogyan azt a Mikulástól elvárnák. Emiatt már az első napon majdnem elbocsátják, és csak rábeszéléssel kap egy hét próbaidőt. 
Jack közben észreveszi a helyi bankot, amelyet könnyű lenne kirabolni, de ehhez némi terepfelmérés és előkészület szükséges. 
Bár ezt a célt szem előtt tartja, a helyiek kedvessége és Sarah, akibe beleszeret, is hatással van rá. Ez a kialakuló vonzalom nem tetszik Doug Jenningsnek, aki már régóta reménykedik Sarah szimpátiájában, és Tim Hogan rendőrtisztet bízza meg azzal, hogy érdeklődjön Jack múltja után. Mivel azonban Jack álnéven mutatkozott be, az ellenőrzés nem hoz említésre méltó eredményt. Doug ragaszkodik hozzá, hogy a rendőr folytassa a keresést esetleges korábbi betörések után.
Jack eközben kezdi otthon érezni magát a kisvárosban. Már az első napon észreveszi, hogy a kisboltok tulajdonosai szenvednek a nagy bevásárlóközpontoktól, mivel egyre inkább csökken a forgalmuk. Így megfelelő reklámstratégiával meggyőzi az embereket, hogy szálljanak szembe az áruházakkal, hogy visszaszerezzék a vásárlóikat. 
Sarah-nál jó pontot szerez, amikor sikerül tisztáznia a bolti lopás alaptalan vádját Noelle ellen és megvédi a lányt. 
Azonban továbbra is eltökélt szándéka, hogy betör a bankba. Ennek érdekében régi cimboráját, Harryt a városba hozza, és a bank melletti üzletben helyezi el mint segítőt, aki hátul, a raktárban dolgozik. Onnan Harrynek az épület oldalán keresztül kell betörnie a bankba. Ez azonban nem megy olyan simán, mint ahogyan azt elképzelték. Legalább két robbanás szükséges a páncélterembe jutáshoz. Jack kitalál egy tervet a probléma megoldására, bár kezdenek aggályai lenni ezzel kapcsolatban. Harry azonban ragaszkodik hozzá, hogy mindenáron folytassák. Nyomást gyakorol rá, és azzal fenyegetőzik, hogy ellenkező esetben leleplezi őt Sarah és Noelle előtt. 
Szenteste, amikor a fél város a templomban van, kerül sor a bankrablásra. Amíg Harry a robbantást végzi, Jack az emberekkel együtt részt vesz a szertartáson. Minden a tervek szerint alakul, mivel úgy gondolják, hogy a harangzúgás el fogja nyomni a robbanás hangját. De Jack egyszer csak meggondolja magát. Kirohan a templomból, és meg akarja állítani Harryt, hogy ne robbantson. Ezzel azonban elárulja a tervet, mivel sokaknak feltűnik, ahogy sietősen távozott. Ráadásul a robbanás túl nagyra sikerül, túl hangos és nagy kárt okoz. Mindkettőjüket elfogják a helyszínen és letartóztatják. 
A nyilvános tárgyaláson Jacket az összes városlakó támogatja, hogy ne kapjon büntetést, ezért a bíró csak egy év börtönre ítéli. Jack szinte hálásan fogadja az ítéletet, mert szerinte megérdemelte. Nem bánta meg, hogy Evergreenbe jött, mert itt mindenki előítélet nélkül fogadta őt, és megtanulta, mit jelent a szívélyesség és az igazi barátság. 
Amikor Jacket egy év után, közvetlenül karácsony előtt kiengedik, Sarah és Noelle várják az kisteherautójukkal. Nem is alkalmaztak másik Mikulást a fenyőfák eladásához, és már nagyon várták Jacket.

## Szereplők
- Tony Danza – Jack Clayton
- Lea Thompson – Sarah Gibson
- Angela Goethals – Noelle Gibson
- Betty White – Emily Sutton
- David Parker –Harry Zordich
- Malcolm Stewart – Doug Jennings
- Alf Humphreys – Tim Hogan rendőrtiszt
- Gwynyth Walsh – Jo

## A film készítése
A filmet a kanadai Vancouver közelében forgatták.

## Fordítás
- Ez a szócikk részben vagy egészben  a   Stealing Christmas című angol Wikipédia-szócikk fordításán alapul.  Az eredeti cikk szerkesztőit annak laptörténete sorolja fel. Ez a jelzés csupán a megfogalmazás eredetét és a szerzői jogokat jelzi, nem szolgál a cikkben szereplő információk forrásmegjelöléseként.
- Ez a szócikk részben vagy egészben  az   Ein Schlitzohr namens Santa Claus című német Wikipédia-szócikk fordításán alapul.  Az eredeti cikk szerkesztőit annak laptörténete sorolja fel. Ez a jelzés csupán a megfogalmazás eredetét és a szerzői jogokat jelzi, nem szolgál a cikkben szereplő információk forrásmegjelöléseként.